# Independence Day - Rigenerazione
Independence Day - Rigenerazione (Independence Day: Resurgence) è un film del 2016 diretto da Roland Emmerich.
La pellicola è il sequel di Independence Day (1996).

## Trama
Vent'anni dopo aver sventato il tentativo di invasione aliena del 1996, la comunità internazionale si è ripresa, e le Nazioni Unite hanno creato il piano di "Difesa Spaziale Terrestre" (Earth Space Defense, ESD), un programma di difesa globale unita. Viene utilizzata la tecnologia aliena, recuperata dai resti delle astronavi degli invasori, e vengono costruite delle basi militari sulla Luna, su Marte e su Rea, mentre l'Area 51 è diventata la sede dell'ESD.
David Levinson, adesso direttore del programma Difesa Spazio Terra, si reca in Africa insieme alla dottoressa Catherine Marceaux, dietro invito del signore della guerra Dikembe Umbutu, che li accompagna presso l'unica nave aliena intatta atterrata nell'attacco di 20 anni addietro. Dikembe mostra a David che la nave, all'epoca, aveva iniziato a perforare la crosta terrestre, salvo fermarsi quando l'astronave madre venne distrutta. Una volta a bordo, Levinson e gli altri si rendono conto che, prima di soccombere, gli alieni a bordo della navetta avevano provveduto a inviare un segnale di soccorso diretto nello spazio più profondo. Inoltre Umbutu, al pari dell'ex presidente degli Stati Uniti Thomas Whitmore, rivela di avere visioni ricorrenti di simboli extraterrestri, che sta imparando a decifrare, conseguenza del forte legame psichico stretto con gli invasori, essendoci in passato entrato in contatto ravvicinato.
Intanto in prossimità della base ESD sulla Luna giunge una navicella sferica, con le medesime fattezze di quella che Umbutu, Whitmore e gli altri umani entrati in contatto con gli alieni vedono nei loro sogni e disegnano continuamente. Levinson è convinto che essa appartenga a una diversa specie aliena e tenta di dissuadere i vari leader politici mondiali dall'attaccare, ma l'attuale presidente degli Stati Uniti Elizabeth Lanford dà il permesso di abbatterla. Jiang Lao, comandante della base lunare, ordina di far fuoco contro l'oggetto, abbattendolo. Contro gli ordini dell'ESD, il pilota Jake Morrison ruba un rimorchiatore e si dirige in Congo, a prendere Levinson, Marceaux, Umbutu e Floyd Rosenberg (un controllore federale degli Stati Uniti), per portarli presso il cratere Van de Graaff, dove rinvengono i resti della navicella abbattuta, e recuperano un contenitore al cui interno si trova una sfera. La presunta minaccia sembra sventata quando, improvvisamente, giunge una seconda, gigantesca astronave aliena, alla quale era in realtà indirizzato il segnale di soccorso scoperto da Levinson (essendo il tempo e le distanze enormi nello spazio, i rinforzi erano giunti solo 20 anni dopo), che abbatte la base lunare prima di avvicinarsi alla Terra dopo averne annientato le difese nello spazio. Il rimorchiatore con a bordo Levinson e gli altri è attratto dall'enorme forza gravitazionale dell'astronave, tale da sollevare, una volta giunta sulla Terra, anche edifici e strutture in buona parte dell'Asia. I detriti cadono in Europa, portando ulteriore distruzione, e solo a questo punto il rimorchiatore riesce a fuggire e dirigersi verso l'Area 51.
Dopo aver ammarato nell'Oceano Atlantico, gli alieni distruggono il NORAD, dal quale la presidente Lanford, prima di morire, lancia un immediato contrattacco delle forze terrestri. Prima di venire distrutto, il NORAD trasmette inoltre una traccia agli infrarossi della supernave spaziale, che ne descrive la struttura interna, ponendo in risalto una presenza di massicce dimensioni nel nucleo centrale, che si scoprirà di lì a poco essere la Regina della civiltà aliena. Il contrattacco, che prevede anche l'utilizzo di armi nucleari, si rivela però insufficiente contro la gigantesca astronave, ben protetta da un potente scudo protettivo. Jake Morrison, Dylan Dubrow-Hiller (figliastro dell'eroe americano Steven Hiller) e pochi altri piloti riescono a salvarsi introducendosi nell'astronave aliena, pur dovendo subire l'abbattimento dei propri aerei. Nel frattempo, la sfera viene attivata e rivela di essere il vero obiettivo degli alieni invasori, per i quali rappresenta una mortale minaccia: l'oggetto è, infatti, un'entità spirituale unica superstite di un'altra civiltà annientata in precedenza dagli Harvester (Mietitrici, così la sfera ribattezza gli invasori), bellicosa civiltà aliena strutturata come un alveare con la Regina al centro. Lo scopo della sfera, una volta giunta sulla Terra, era difatti convincere i terrestri a unirsi alla lotta per sconfiggere definitivamente gli Harvester, dediti alla conquista di un pianeta dopo l'altro nell'universo, al fine di sfruttarne le risorse per alimentare la loro possente e avanzatissima tecnologia.
Difatti, la sfera rivela che l'astronave madre sta rapidamente perforando la crosta terrestre per raggiungere il nucleo e assorbirne l'energia. L'unica speranza è uccidere la Regina; eliminando lei, l'invasione si fermerebbe subito. Jake, Dylan e i loro compagni riescono a impadronirsi di un paio di caccia alieni e a fuggire per aiutare i soldati a sconfiggere la Regina. Dopo aver scoperto che la sfera si trova presso l'Area 51, una navetta con a bordo la Regina si stacca dall'astronave e si dirige sul luogo. Onde annientare la minaccia e impedire agli Harvester di impadronirsi della sfera, il generale Adams, appena nominato nuovo Presidente degli USA, decide dietro suggerimento di Levinson di tendere agli invasori un tranello, introducendo con l'inganno all'interno della navetta un'arma nucleare, che l'ex Presidente Whitmore si offre di trasportare. Grazie al sacrifico di Whitmore, la navetta viene distrutta, ma la Regina riesce a salvarsi grazie a un proprio ulteriore schermo protettivo. Solo la tenacia dei piloti superstiti, tra cui Jake, Dylan e Patricia Whitmore, permette infine l'uccisione della Regina aliena. A seguito di ciò, le navicelle da combattimento aliene cadono una dopo l'altra, come api inanimate, mentre la gigantesca astronave si risolleva autonomamente per allontanarsi nello spazio e, soprattutto, l'assorbimento dell'energia del nucleo terrestre e la conseguente fine della vita sul pianeta vengono scongiurati. La sfera, stupita dalle potenzialità del genere umano, si offre di condividere col dottor Okun le sue conoscenze tecnologiche militari, e invita nuovamente i terrestri a unirsi all'alleanza universale per combattere e distruggere definitivamente gli Harvester, spostando il campo di battaglia nel cosmo: l'invito viene accettato.

## Produzione
In conseguenza del successo internazionale del primo film, si è parlato per anni della realizzazione di un seguito. Nel 2004 viene scritta una sceneggiatura ispirata agli attentati dell'11 settembre 2001. Dean Devlin ed Emmerich hanno parlato alla Fox delle loro intenzioni circa il film, ma i primi problemi arrivano circa la posizione di Will Smith sul contratto per il sequel, ragion per cui le trattative sono rimaste in una situazione di stallo per anni. A causa di questo problema, la Fox aveva chiesto ad Emmerich se fosse necessario l'impiego di Smith nel seguito e la risposta fu «è assolutamente necessario per noi, per questo film e per il pubblico».
Intervistato da MTV il 12 novembre 2009, Emmerich dichiara di star sviluppando una storia ambientata più di dieci anni dopo il primo film che faccia da base per almeno due film da realizzare simultaneamente: Independence Day 4-Ever: Part I e Part II. Alcuni giorni dopo però sono stati smentiti dalla Fox i progetti sul franchise.
In un'intervista di gennaio 2013 Roland Emmerich conferma il sequel di Independence Day e la presenza di Will Smith.
Forte del fenomeno Avatar, la Fox si sarebbe convinta a sviluppare i due sequel proposti da Emmerich.
Durante l'intervista del 26 marzo 2013 per il film Sotto assedio - White House Down, Roland Emmerich dichiara che il seguito è in fase di scrittura, confermando sia che verrà diviso in due parti sia l'assenza di Will Smith, mentre come protagonista ci sarà il figlio del capitano Steven Hiller, Dylan Dubrow.
Il budget del film è stato di 165 milioni di dollari.

## Promozione
Il primo trailer del film è stato diffuso il 13 dicembre 2015, seguito il giorno seguente dalla versione italiana.

## Distribuzione
Il film è stato distribuito nelle sale cinematografiche statunitensi a partire dal 24 giugno 2016, esattamente venti anni dopo l'uscita del primo film, mentre in Italia è arrivato a partire dall'8 settembre dello stesso anno.

## Accoglienza

### Incassi
A differenza del primo film, questo sequel non è riuscito a recuperare tutte le spese di produzione negli Stati Uniti, ottenendo comunque un buon successo di pubblico e incassando a livello mondiale 389681935 $.

### Critica
Il film è stato accolto da recensioni negative; sul sito Rotten Tomatoes ha il 29% di critiche professionali positive basato su 232 recensioni, con un voto medio del 4,3 su 10, mentre su Metacritic ha un punteggio di 32 su 100 basato su 40 recensioni.

## Riconoscimenti
- 2016 - CinemaCon
  - Miglior cast d'insieme
- 2016 - Teen Choice Awards
  - Candidatura per il miglior film estivo
  - Candidatura per la miglior star maschile estiva a Liam Hemsworth
- 2017 - Visual Effects Society[21]
  - Candidatura per i migliori effetti speciali di composizione in un film
- 2017 - Jupiter Award
  - Candidatura per il miglior film internazionale
- 2017 - Saturn Award[22]
  - Candidatura per il miglior film di fantascienza